# Antonio Calegari (scultore)
Antonio Calegari (Brescia, 2 ottobre 1699 – Brescia, 15 luglio 1777) è stato uno scultore italiano.

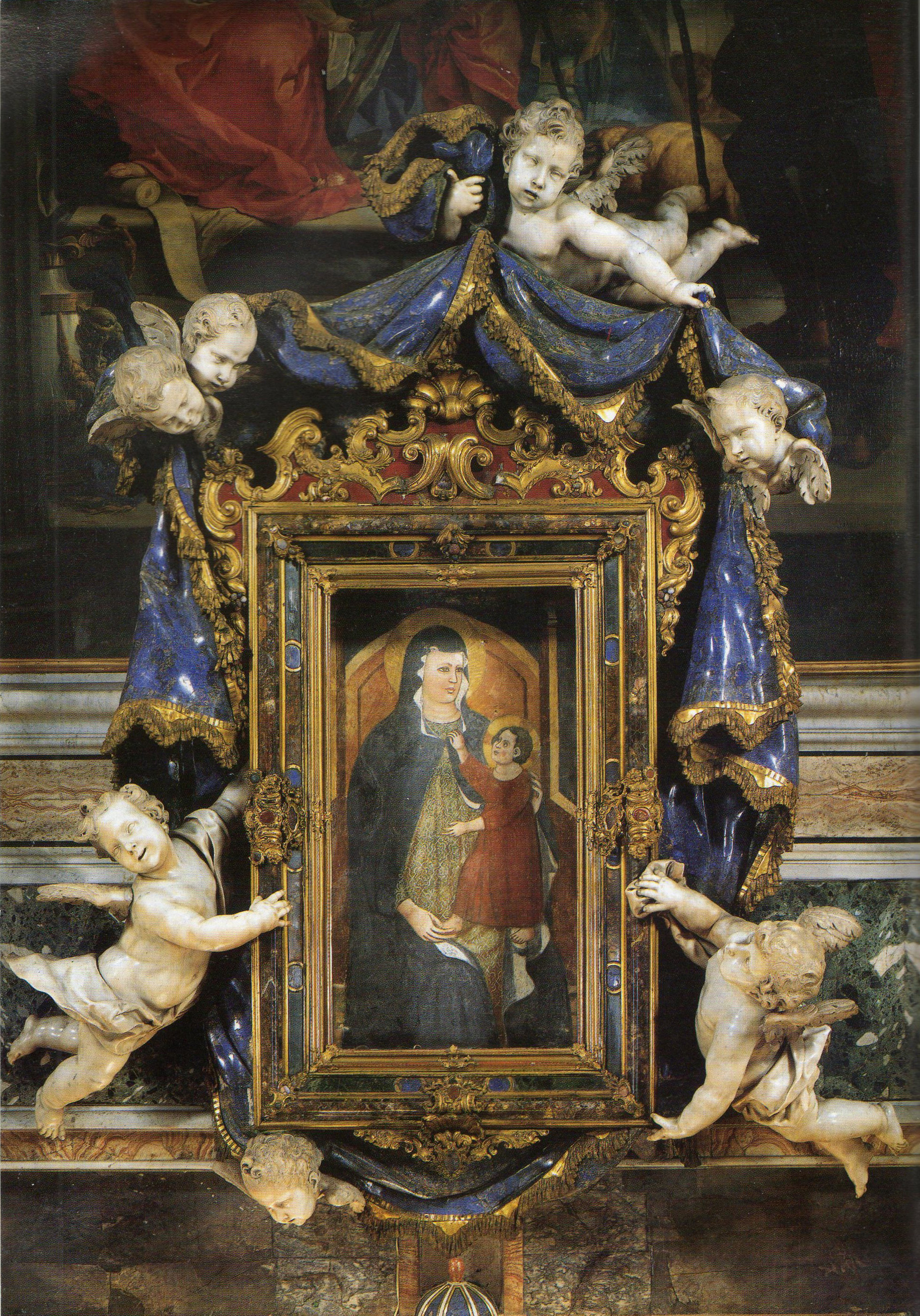
Antonio Calegari, cornice per l'affresco della Madonna della Provvidenza nella chiesa di San Lorenzo a Brescia.

Figlio di Santo Calegari il Vecchio, è il membro più noto e rappresentativo della relativa famiglia di scultori, la cui opera rimane simbolo del barocco bresciano settecentesco in ambito scultoreo. 

## Biografia
Antonio affronta i primi studi in ambito artistico durante la prima giovinezza, guidato e aiutato dal padre, che muore quando Antonio è appena diciottenne. Gli insegnamenti paterni, quindi, nel complesso si rivelano scarsi, limitati forse a pochi aiuti (come le statue del di Sant'Agata) e non oltre i primi approcci con la tecnica scultorea. Gli studi momentaneamente si interrompono, anche a causa del fatto che Brescia, in quegli anni, è "senza scultori", cioè non esiste una bottega valente nel campo in grado di proseguire la formazione artistica del giovane, iniziata dal padre.
Tutto ciò è evidente nelle sue prime opere, dove appaiono deliziose minuzie costruttive di particolari di visi e stoffe, con interminabili linee parallele nei panneggi, il tutto retto da una mano poco sicura, che procede per tentativi. È chiara la sua ricerca di una personale finezza stilistica, severa e irrigidita, piena di passione, soprattutto oltre le prime opere, sempre spinto a indugiare nei più minuti particolari per fare sempre più salde le sagome delle sue figure. Si nota anche un desiderio di avvicinarsi alla tradizione scultorea più consolidata a cui potesse avere accesso, quella ormai spenta dei Carra, dai quali trae la severità nell'operare.
La probabile prima opera, una statua di Santa Scolastica per una nicchia dello scalone del monastero dei Santi Faustino e Giovita, contiene tutte queste particolari caratteristiche: il corpo è mosso con una parca lentezza ed è finemente allungato, le cadenze dei panni sono rigide, così come il velo che ricopre il viso. Il volto della santa è un poco grasso, sfiorito, vivo nella sua castità monacale. Il tutto appare immerso in una certa aria arcaica. Stesso discorso per la statua di Santa Chiara, posta in sommità della scalinata dell'orto dell'omonimo monastero cittadino.
Negli anni successivi raggiunge la maturità artistica completando gli studi fuori città, probabilmente a Milano nella bottega di Carlo Francesco Mellone. La sua arte matura fonderà in ultimo le sue rigide sperimentazioni iniziali con le libere movenze barocche, creando opere caratterizzate da una linea guida avvolgente e continua, rimanendo nel complesso ben piene e consolidate.

## Opere

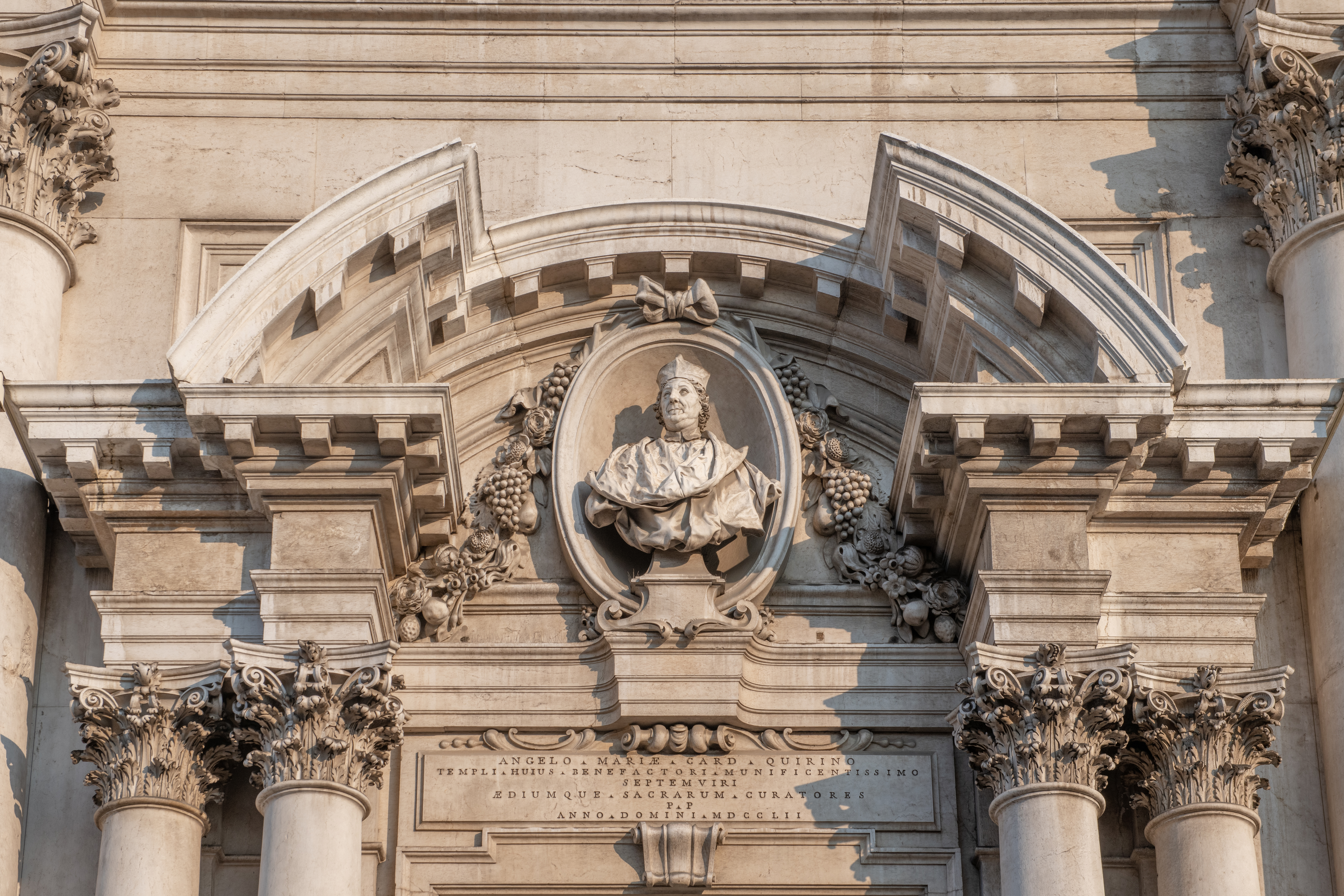
Antonio Calegari, busto del cardinal Querini sulla facciata del Duomo nuovo di Brescia

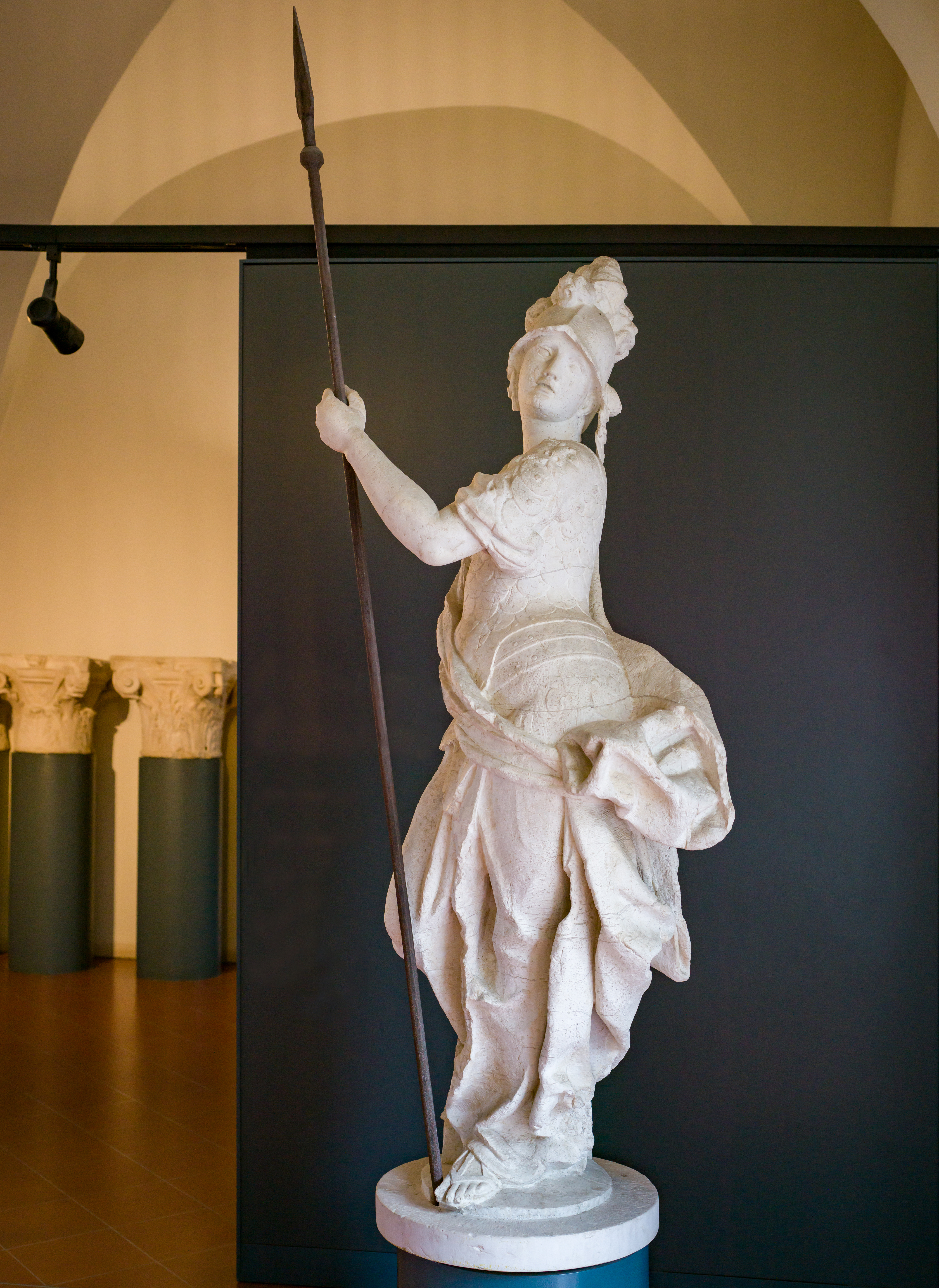
Brescia armata di Antonio Calegari nel Museo di Santa Giulia a Brescia.

- La fontana con la statua raffigurante Brescia armata in Piazza del Duomo, davanti al Duomo vecchio.
- Il grande busto di Angelo Maria Querini, firmato e datato 1749, posto in cima al portale, affiancato dalle statue della Fede e della Carità del Duomo nuovo. All'interno della cattedrale, sono opera sua le statue giganti dei Santi Gaudenzio e Filastrio, i putti attorno al sepolcro di Querini nel coro e le statue della Fede e dell'Umiltà ai lati dell'altare dell'Angelo Custode.
- Uno stucco raffigurante il martirio dei Santi Faustino e Giovita (perduto)
- Il busto di Angelo Maria Querini nel palazzo della Biblioteca Queriniana, nell'odierna anticamera alle sale di lettura.
- Alcuni putti in marmo per un altare nella chiesa di Santa Chiara (perduti).
- Alcuni putti in marmo per l'altare di Santa Maria in Silva nella chiesa dei Santi Faustino e Giovita.
- Una statua di Santa Scolastica per lo scalone del monastero dei Santi Faustino e Giovita.
- Una serie di ritocchi sugli angeli in marmo scolpiti dai Carra dell'altare della Vergine di San Luca nella chiesa di Santa Maria del Carmine.
- Statua di San Giovanni Nepomuceno nella collegiata dei Santi Nazaro e Celso
- Statua di San Giovanni e San Giacomo Minore nella chiesa di Santa Maria della Pace più altre statue per altri altari nella stessa chiesa.
- Le statue di Santa Lucia, Sant'Apollonia e Sant'Agata sul portale d'ingresso della chiesa di Sant'Agata e, all'interno, aiuti nelle statue degli Evangelisti nel coro, realizzate dal padre Santo Calegari.
- Statue in marmo per l'altare maggiore della chiesa di Santa Croce (perdute).
- Putti e cherubini per l'altare di Sant'Andrea Avellino nella chiesa di San Gaetano a Brescia.
- Statue della Carità e Umiltà, un gruppo della Trinità e putti per la cappella della Beata Vergine della Cintola nella chiesa di San Barnaba. Le prime due statue sono oggi nella chiesa parrocchiale di Lovere, le altre sono andate perdute.
- Statue simboliche e un bassorilievo raffigurante la Pietà nella chiesa di Sant'Alessandro. Nella stessa chiesa, anche un crocifisso in marmo conservato in sacrestia.
- Angeli e ornamenti vari per l'altare della cappella della Beata Vergine del Rosario nella chiesa di San Clemente[1], più alcuni putti e una statua di Santa Rosa, perduti durante i rifacimenti neoclassici del 1811.
- Statue della Nobiltà e dell'Onore nello scalone di Palazzo Gaifami e due leoni in stucco reggenti lo stemma di famiglia (tutto perduto).
- Putti sulla facciata e sul portale d'ingresso della chiesa di San Lorenzo. All'interno della chiesa, è sua la teca in marmo e lapislazzuli per l'antico affresco nella cappella della Beata Vergine della Provvidenza.
- Cornice monumentale in marmo per la pala d'altare della cappella della Madonna del Tabarrino nella chiesa di San Giovanni.
- Statua dell'Immacolata Concezione sulla facciata della parrocchiale di Botticino Sera.
- Lapidazione di Santo Stefano come paliotto per l'altare maggiore della parrocchiale di Bedizzole
- Statue di Ester e Giuditta per la cappella della Madonna del Popolo nel Duomo di Cremona
- Due angeli e due cherubini per la chiesa di Tagliuno, nel bergamasco.
- Statue dell'Immacolata Concezione e della Divina Giustizia per l'altare di San Giuseppe nella parrocchiale di Chiari[2]. Nella stessa chiesa, sono opere sue le statue di San Stanislao Kostka e San Luigi Gonzaga per l'altare di San Giacomo.
- Statue dei Santi Fermo, Rustico e Procolo per il quarto altare destro nel Duomo di Bergamo.
- Quattro Evangelisti nella chiesa della Visitazione di Salò.